# قرار مجلس الأمن التابع للأمم المتحدة رقم 1737

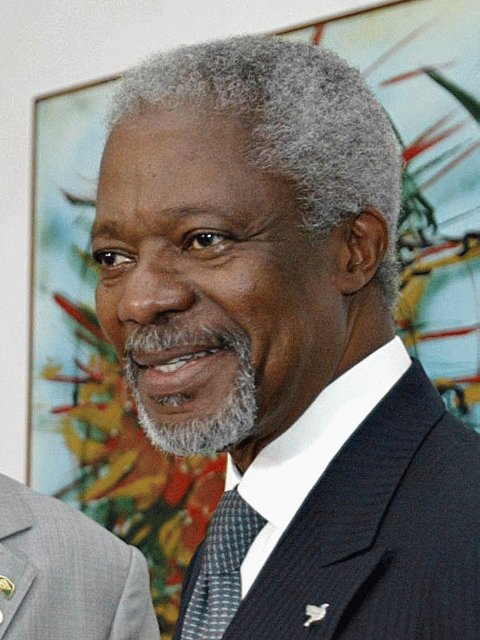
كوفي عنان

قرار مجلس الأمن التابع للأمم المتحدة رقم 1737، الصادر بالإجماع في 23 ديسمبر 2006.
فرض القرار، الذي رعته فرنسا وألمانيا والمملكة المتحدة،  عقوبات على إيران لفشلها في وقف برنامج تخصيب اليورانيوم بعد القرار 1696. وحظر توريد التكنولوجيا والمواد ذات الصلة بالطاقة النووية وجمد أصول الأفراد والشركات الرئيسية ذات الصلة ببرنامج التخصيب. تم تمرير القرار بعد شهرين من صياغة مشروع القرار، الذي تم تعديله عدة مرات بعد اعتراضات من روسيا والصين. كانت هذه الاعتراضات واضحة، حيث استغرق الأمر مكالمة في اللحظة الأخيرة من الرئيس الروسي فلاديمير بوتين إلى الرئيس الأمريكي جورج دبليو بوش لإنهاء التصويت. جاء القرار بعد أن رفضت إيران الحوافز الاقتصادية التي قدمتها الدول الخمس دائمة العضوية في مجلس الأمن بالإضافة إلى ألمانيا لإيران لوقف برنامج التخصيب النووي.

## ملخص القرار
يطالب القرار، الذي صدر بموجب الفصل السابع من ميثاق الأمم المتحدة، إيران بتعليق بعض «الأنشطة النووية الحساسة من حيث الانتشار». يضع العديد من المحظورات على جميع الدول فيما يتعلق بأنشطة إيران النووية. كما فرض مجلس الأمن تجميدًا على تلك الأصول التي تدعم أو ترتبط بالأنشطة النووية الإيرانية المتعلقة بالانتشار النووي وأنشأ لجنة (تُعرف باسم لجنة 1737) للإشراف على تنفيذها. كما حدد موعدًا نهائيًا لإيران للامتثال للقرار. وسيتم رفع العقوبات إذا علقت إيران «الأنشطة المشبوهة» في غضون 60 يوما بما يرضي الوكالة الدولية للطاقة الذرية.

## الرد الإيراني
وردت إيران بإدانة القرار وانتقاد مجلس الأمن. وقال محمد علي حسيني، المتحدث باسم وزارة الخارجية الإيرانية، إن القرار «لا يمكن أن يؤثر أو يحد من الأنشطة النووية السلمية لإيران، لكنه سيضعف مصداقية قرارات مجلس الأمن الذي تتدهور قوته». لأن القرار خاضع للمادة 41 من الفصل السابع من ميثاق الأمم المتحدة، فلا يمكن تطبيقه من خلال الوسائل العسكرية. كما رد السفير الإيراني لدى الأمم المتحدة السيد جواد ظريف على القرار قائلاً: «أمة تُعاقب على ممارسة حقوقها غير القابلة للتصرف»، متهمًا المجلس بالتصرف «بطلب من نظام خطير يتسم بالعدوان وجرائم الحرب باعتبارها العلامة المميزة لسلوكه»، في إشارة إلى إسرائيل، التي يُزعم أن رئيس وزرائها، إيهود أولمرت، اتخذ خطوات نحو إزالة الغموض عن الترسانة النووية الإسرائيلية المشتبه بها.
وردا على القرار، قال الرئيس الإيراني محمود أحمدي نجاد: «أنا آسف لأنك فقدت فرصة الصداقة مع الأمة الإيرانية. أنت تعلم بنفسك أنه لا يمكنك أن تلحق الضرر بشعب إيران ذرة». وتعهد حسيني المتحدث باسم وزارة الخارجية بأن علاقة إيران بالوكالة الدولية للطاقة الذرية ستتغير.

## قائمة الأفراد والكيانات الذين لديهم أصول مجمدة
يسرد القرار الأفراد والمنظمات التالية في ملحق، كقائمة أولية للأشخاص والمنظمات المطلوب تجميد أصولهم:

### البرنامج النووي
| ؛ المنظمات: - منظمة الطاقة الذرية الإيرانية - شركة مصباح للطاقة - كالا كهرباء - شركة بارس تراش - فارياند تكنيك - هيئة الصناعات الدفاعية - السابع من تير |

### برنامج الصواريخ الباليستية
| ؛ المنظمات: - مجموعة شهيد همت الصناعية - مجموعة شهيد باقري الصناعية - مجموعة فجر الصناعية |

بالإضافة إلى ما سبق، فإن اللواء يحيى رحيم صفوي، القائد العام لقوات الحرس الثوري الإسلامي، مدرج في مجموعة منفصلة ويُزعم أنه متورط في كل من البرنامجين النووي والصواريخ الباليستية.

## بيع الصواريخ الروسية
بعد صدور القرا، باعت روسيا عددا غير معروف من طواريخ سطح-جو نوع تور إلى إيران.

## التنفيذ
في سبتمبر 2012، صادرت البحرين والإمارات العربية المتحدة معدات مختلفة متجهة إلى إيران والتي ربما تكون مطلوبة للبرنامج النووي الإيراني، بما في ذلك ألياف الكربون، والتي قال الخبراء إنها ستكون حيوية إذا أرادت إيران تطوير تكنولوجيا أكثر تقدما للتخصيب النووي للطرد المركزي. بالإضافة إلى ذلك، قال دبلوماسيون إن الإمارات أبلغت لجنة 1737 بأن الإمارات اعترضت معدات مشبوهة كانت متجهة إلى إيران حوالي 15 مرة خلال ثلاث سنوات.

## نهاية
تم إنهاء أحكام القرار 1737 بموجب قرار مجلس الأمن التابع للأمم المتحدة رقم 2231 الذي يسري اعتبارًا من يوم تنفيذ خطة العمل الشاملة المشتركة، 16 يناير 2016.

## روابط خارجية
- نص القرار في undocs.org